# Padre nuestro (película de 1985)
Padre nuestro es una película española de 1985, del género dramático, dirigida por Francisco Regueiro y protagonizada por Francisco Rabal, Fernando Rey y Victoria Abril.

## Sinopsis
A un cardenal español (Fernando Rey) le es diagnosticada una enfermedad incurable y le queda poco tiempo de vida. Entonces abandona el Vaticano, a pesar de la advertencia del Papa, y vuelve a España. Quiere dejarlo todo bien atado antes de morir. De joven tuvo una hija, que es prostituta de lujo y al mismo tiempo le ha dado una nieta. Al estar preocupado por no haber podido reconocer legalmente a su hija, le pide a su hermano Abel, ateo convencido, que se case con ella.

## Reparto
| Actor              | Personaje |
| ------------------ | --------- |
| Francisco Rabal    | Abel      |
| Fernando Rey       | Cardenal  |
| Victoria Abril     | Cardenala |
| Emma Penella       | María     |
| Rafaela Aparicio   | Jerónima  |
| José Vivó          | Papa      |
| Amelia de la Torre | Madre     |
| Luis Barbero       |           |
| Lina Canalejas     |           |
| Yolanda Cardama    |           |
| Diana Peñalver     |           |
| Francisco Vidal    |           |

## Premios y nominaciones
Obtuvo el Fotogramas de Plata de 1985 a la mejor película española y a la mejor actriz de cine para Victoria Abril. También obtuvo el Gran Premio de las Américas en el Festival Internacional de Cine de Montreal.
En 2011 fue designada "Película de Oro" en el Festival de Cine de Málaga. También fue exhibida en la sección Un Certain Regard del 38.º Festival de Cannes.